# Теру-теру-бодзу
Теру-теру-бодзу (яп. てるてる坊主 або 照る照る坊主, teru teru bōzu, дослівно "сяй сяй монах")  це невеликий традиційний виріб ручної роботи з японського періоду Едо в Японії, виготовлений із білого паперу чи тканини, який японські фермери почали вивішувати назовні рядком за вікном. Вважається, що цей талісман має магічну силу приносити гарну погоду та зупиняти або запобігати дощовому дню. Teru — японське дієслово, яке описує сонячне світло, а bōzu — буддистський монах, або на сучасному сленгу «лисий»; bōzu також використовується як пестливий термін для звернення до маленьких хлопчиків.

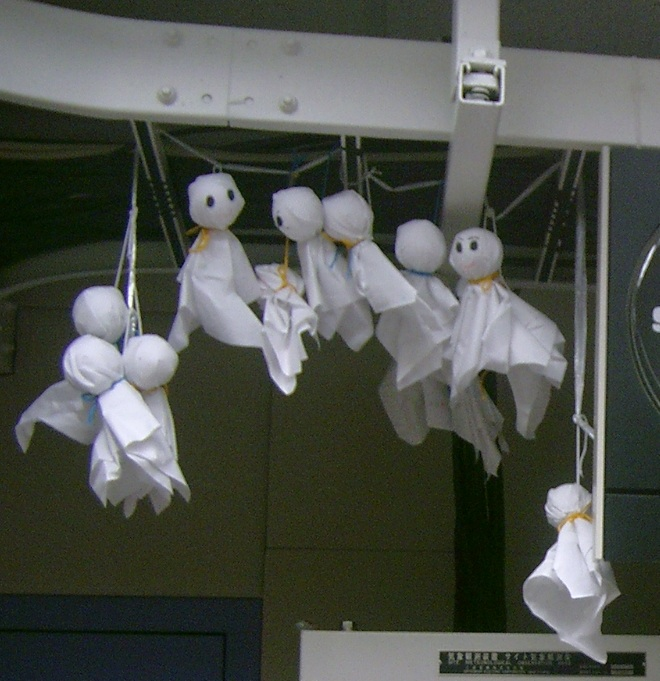
Ляльки Teru Teru Bōzu

Теру-теру-бодзу стали популярними під час періоду Едо серед міських жителів, чиї діти готували їх за день до бажаної гарної погоди та співали: «Священик гарної погоди, будь ласка, нехай завтра погода буде гарною». 
За традицією, якщо погода все-таки сприятлива, на них виливають святе саке і змивають у річці.    Сьогодні, діти  виготовляють teru teru bozu з цигаркового паперу або бавовни та ниток і вішають їх у вікно, коли хочуть сонячної погоди, часто перед шкільним пікніком. Підвішування догори ногами діє як молитва про дощ. Вони є дуже поширеним забобоном в Японії.
Існує відома варабе ута, пов’язана з teru teru bōzu, написана Кіосон Асахара та складена Шінпеєм Накаямою, яка була випущена в 1921 році.

## Період Едо
Традиція добре практикується і відома в Японії, але багато японців сумніваються щодо походження ляльки. Teru teru bozo, здається, виникла через подібність між ляльками орігамі та іменами, описаними в літературі в середині періоду Едо. Посилання на teru teru bozo написано в Kiyu Shoran (嬉遊笑覧) дослідником японської класичної літератури Нобусецу Кітамурою в 1830 році  Написано: «Якщо погода стає гарною, я малюю свої зіниці на папері, жертвую саке богам і вливаю його в річку». 
Традицію спостерігачів за погодою та багату народну культуру хійорімі можна з упевненістю простежити до періоду Хейан (749–1185), який продовжується до періоду Едо (1603–1867). Традиція спостережень за погодою Teru teru bōzu виникла та була адаптована з китайської практики періоду Хейан. Практика полягала в тому, що теру-теру-бодзу надягали на кінець мітли, щоб підмітати добрих духів, а замість бодзу був не монах, а молода дівчина з мітлою.  Під час розгортання історії дівчина була принесена в жертву, щоб врятувати місто під час сильного дощу, символічно піднявшись на небо та змітаючи дощові хмари з неба. Відтоді люди вшановували її, роблячи вирізки з паперу та розвішуючи їх на вулиці в надії на гарну погоду.